# 長命寺 (和泉市)
長命寺（ちょうめいじ）は、大阪府和泉市にある高野山真言宗の寺院。

## 歴史
創建は不詳であるが、元は同じ黒鳥村にあった安明寺塔頭の一つで、瑞龍山大日寺と称していた。
安明寺は享保21年（1736年）刊の『和泉志』によれば、正平年間（1346年-1373年）の書軸や源頼朝の寺領安堵状にも見られるため、鎌倉時代以前には既に建立されていたことが窺える。
同じ安明寺塔頭の亀塚山観音寺が第19番札所となり、境内には八幡社を勧請して若宮奥之院と呼ばれていたという。
七堂伽藍を構える大寺院であったが、織田信長の焼き討ちに遭い廃絶。
元禄4年（1691年）、野中寺の玄道和尚によって再興され、長命寺に改称した。
明治初年に観音寺と合併、脇佛に十一面観音を祀り、真言律宗から高野山真言宗に改宗して現在に至る。

## 札所
和泉西国三十三箇所
18 宝国寺 - 19 長命寺 - 20 観音寺
河泉二十四地蔵霊場
18 弘法寺 - 19 長命寺 - 20 長生寺
和泉霊場
37 寂禅寺 - 38 長命寺 - 39 聖徳寺

## 大阿闍梨
- 開祖である空海さえも完全な三密加持はできなかったが、長命寺には大阿闍梨であると主張している僧侶がいる。この主張が本当であれば、真言密教の世界の歴史が変わる。民間療法として金銭を得て、三密加持を実施している。顧客としては皮膚病・癌・精神病など多岐に亘る。梵字をマッキーペンで患部に書き、”光を入れる”行為を行う。

## 交通
- 阪和線和泉府中駅から徒歩22分